# Крушина (Сілезьке воєводство)
Крушина (пол. Kruszyna) — село в Польщі, у гміні Крушина Ченстоховського повіту Сілезького воєводства.
Населення — 989 осіб (2011).
У 1975-1998 роках село належало до Ченстоховського воєводства.

## Демографія
Демографічна структура станом на 31 березня 2011 року:
|          | Загалом | Допрацездатний вік | Працездатний вік | Постпрацездатний вік |
| -------- | ------- | ------------------ | ---------------- | -------------------- |
| Чоловіки | 498     | 118                | 353              | 27                   |
| Жінки    | 491     | 83                 | 316              | 92                   |
| Разом    | 989     | 201                | 669              | 119                  |